# Bundestagswahlkreis Frankfurt am Main II
Der Wahlkreis Frankfurt am Main II (Wahlkreis 182, bis zur Bundestagswahl 2021 Wahlkreis 183) ist ein Bundestagswahlkreis in Hessen und repräsentiert zusammen mit dem Wahlkreis 181 die kreisfreie Stadt Frankfurt am Main. Der Wahlkreis erstreckt sich vom Nordosten des Stadtgebiets über den Osten bis zur gesamten Stadtfläche südlich des Mains mit den Ortsteilen Bergen-Enkheim, Berkersheim, Bonames, Bornheim, Eckenheim, Fechenheim, Flughafen, Frankfurter Berg, Harheim, Kalbach-Riedberg, Nieder-Erlenbach, Nieder-Eschbach, Niederrad, Nordend, Oberrad, Ostend, Preungesheim, Riederwald, Sachsenhausen, Schwanheim und Seckbach.
Bis zur Bundestagswahl hatte der Wahlkreis die Nummer 183.

## Wahlkreisgeschichte
| Wahl      | Wahlkreisname            | Gebiet |
| --------- | ------------------------ | --- |
| 1949      | 16 Frankfurt/M II        | Von Frankfurt die ehemaligen Stadtbezirke Innenstadt, Gutleutviertel, Gallusviertel, Rebstock, Westend, Bockenheim, Rödelheim, Hausen, Praunheim, Heddernheim, Ginnheim, Eschersheim und Niederursel |
| 1953–1961 | 141 Frankfurt/M II       | Von Frankfurt die ehemaligen Stadtbezirke Innenstadt, Gutleutviertel, Gallusviertel, Rebstock, Westend, Bockenheim, Rödelheim, Hausen, Praunheim, Heddernheim, Ginnheim, Eschersheim und Niederursel |
| 1965–1972 | 141 Frankfurt II         | Von Frankfurt die ehemaligen Stadtbezirke Innenstadt, Gutleutviertel, Gallusviertel, Rebstock, Westend, Bockenheim, Rödelheim, Hausen, Praunheim, Heddernheim, Ginnheim, Eschersheim und Niederursel |
| 1976      | 141 Frankfurt (Main) II  | Von Frankfurt die Stadtteile Innenstadt, Gutleutviertel, Gallusviertel, Westend, Bockenheim, Heddernheim, Ginnheim, Eschersheim, Niederursel, Sachsenhausen, Niederrad, Goldstein-Ost, Altstadt, Bahnhofsviertel, Kalbach und Dornbusch-West                                                                                                |
| 1980–1998 | 139 Frankfurt am Main II | Von Frankfurt die Stadtteile Innenstadt, Gutleutviertel, Gallusviertel, Westend, Bockenheim, Heddernheim, Ginnheim, Eschersheim, Niederursel, Sachsenhausen, Niederrad, Goldstein-Ost, Altstadt, Bahnhofsviertel, Kalbach und Dornbusch-West                                                                                                |
| 2002–2005 | 184 Frankfurt am Main II | Von Frankfurt die Stadtteile Bergen-Enkheim, Berkersheim, Bonames, Bornheim, Eckenheim, Fechenheim, Frankfurter Berg, Harheim, Kalbach, Nieder-Erlenbach, Nieder-Eschbach, Niederrad, Nordend, Oberrad, Ostend, Preungesheim, Riederwald, Sachsenhausen, Schwanheim und Seckbach                                                            |
| 2009–2023 | 183 Frankfurt am Main II | Von Frankfurt die Stadtteile Bergen-Enkheim, Berkersheim, Bonames, Bornheim, Eckenheim, Fechenheim, Frankfurter Berg, Harheim, Kalbach, Nieder-Erlenbach, Nieder-Eschbach, Niederrad, Nordend, Oberrad, Ostend, Preungesheim, Riederwald, Sachsenhausen, Schwanheim und Seckbach                                                            |
| seit 2024 | 182 Frankfurt am Main II | Von Frankfurt die Stadtteile Bergen-Enkheim, Berkersheim, Bonames, Bornheim, Eckenheim, Fechenheim, Flughafen, Frankfurter Berg, Harheim, Kalbach-Riedberg, Nieder-Erlenbach, Nieder-Eschbach, Niederrad, Nordend-Ost, Nordend-West, Oberrad, Ostend, Preungesheim, Riederwald, Sachsenhausen-Nord, Sachsenhausen-Süd, Schwanheim, Seckbach |

## Wahlkreisabgeordnete
| Wahl | Abgeordneter                           | Abgeordneter                           | Partei                                 | Stimmen in %                           |
| ---- | -------------------------------------- | -------------------------------------- | -------------------------------------- | -------------------------------------- |
| 1949 |                                        | Willi Birkelbach                       | SPD                                    | 39,3                                   |
| 1953 |                                        | Walter Leiske                          | CDU                                    |                                        |
| 1957 |                                        | Walter Leiske                          | CDU                                    |                                        |
| 1961 |                                        | Willi Birkelbach                       | SPD                                    |                                        |
| 1965 |                                        | Brigitte Freyh                         | SPD                                    |                                        |
| 1969 |                                        | Brigitte Freyh                         | SPD                                    |                                        |
| 1972 |                                        | Fred Zander                            | SPD                                    |                                        |
| 1976 |                                        | Karl Becker                            | CDU                                    | 45,3                                   |
| 1980 |                                        | Fred Zander                            | SPD                                    | 44,4                                   |
| 1983 |                                        | Karl Becker                            | CDU                                    | 41,6                                   |
| 1987 | 45,6                                   | Karl Becker                            | CDU                                    |                                        |
| 1990 |                                        | Joachim Gres                           | CDU                                    | 43,4                                   |
| 1994 | 45,3                                   | Joachim Gres                           | CDU                                    |                                        |
| 1998 |                                        | Gudrun Schaich-Walch                   | SPD                                    | 41,7                                   |
| 2002 |                                        | Rita Streb-Hesse                       | SPD                                    | 35,6                                   |
| 2005 |                                        | Erika Steinbach                        | CDU                                    | 37,3                                   |
| 2009 | 35,8                                   | Erika Steinbach                        | CDU                                    |                                        |
| 2013 | 36,3                                   | Erika Steinbach                        | CDU                                    |                                        |
| 2017 |                                        | Bettina Wiesmann                       | CDU                                    | 32,4                                   |
| 2021 |                                        | Omid Nouripour                         | GRÜNE                                  | 29,0                                   |
| 2025 | kein – ungenügende Zweitstimmendeckung | kein – ungenügende Zweitstimmendeckung | kein – ungenügende Zweitstimmendeckung | kein – ungenügende Zweitstimmendeckung |

## Wahlergebnisse

### Bundestagswahl 2025
| Kandidaten                                                                      | Kandidaten            | Parteien/Listen     | Erststimmen | Erststimmen | Zweitstimmen | Zweitstimmen |
| Kandidaten                                                                      | Kandidaten            | Parteien/Listen     | Stimmen     | %           | Stimmen      | %            |
| ------------------------------------------------------------------------------- | --------------------- | ------------------- | ----------- | ----------- | ------------ | ------------ |
|                                                                                 | Lena Friederike Voigt | SPD                 | 35.099      | 18,5        | 32.775       | 17,2         |
|                                                                                 | Leopold Born          | CDU                 | 52.042      | 27,4        | 47.486       | 24,9         |
|                                                                                 | Omid Nouripour        | GRÜNE               | 50.303      | 26,4        | 39.503       | 20,7         |
|                                                                                 | Thorsten Lieb         | FDP                 | 8.768       | 4,6         | 12.532       | 6,6          |
|                                                                                 | John Frank Csapó      | AfD                 | 17.451      | 9,2         | 17.799       | 9,3          |
|                                                                                 | Michael Müller        | Die Linke           | 18.794      | 9,9         | 25.783       | 13,5         |
|                                                                                 | Eric Pärisch          | FREIE WÄHLER        | 1.501       | 0,8         | 961          | 0,5          |
|                                                                                 | –                     | Tierschutzpartei    | –           | –           | 1.411        | 0,7          |
|                                                                                 | Michael Götz-Pijl     | Die PARTEI          | 1.849       | 1,0         | 976          | 0,5          |
|                                                                                 | Johannes Hauenschild  | Volt                | 3.207       | 1,7         | 2.351        | 1,2          |
|                                                                                 | –                     | PdH                 | –           | –           | 225          | 0,1          |
|                                                                                 | Meik Schoepping       | MLPD                | 224         | 0,1         | 67           | 0,0          |
|                                                                                 | Christian Selbach     | BÜNDNIS DEUTSCHLAND | 532         | 0,3         | 298          | 0,2          |
|                                                                                 | –                     | BSW                 | –           | –           | 8.413        | 4,4          |
|                                                                                 | Yunus Han Emre        | Einzelbewerber      | 440         | 0,2         | –            | –            |
| Gesamt                                                                          | Gesamt                | Gesamt              | 190.210     | 100         | 190.580      | 100          |
|                                                                                 |                       |                     |             |             |              |              |
| Ungültige Stimmen                                                               | Ungültige Stimmen     | Ungültige Stimmen   | 1.489       | 0,8         | 1.119        | 0,6          |
| Wähler                                                                          | Wähler                | Wähler              | 191.699     | 82,9        | 191.699      | 82,9         |
| Wahlberechtigte                                                                 | Wahlberechtigte       | Wahlberechtigte     | 231.104     |             | 231.104      |              |
|                                                                                 |                       |                     |             |             |              |              |
| Anmerkung: kein Kandidat hat ein Direktmandat bekommen (siehe Wahlrechtsreform) |                       |                     |             |             |              |              |
|                                                                                 |                       |                     |             |             |              |              |
| Quellen: Die Bundeswahlleiterin, Kandidaten – Stimmen                           |                       |                     |             |             |              |              |

### Bundestagswahl 2021
Die Bundestagswahl 2021 fand am Sonntag, den 26. September 2021, statt. In Hessen bewarben sich 25 Parteien mit ihrer Landesliste. Die APPD wurde vom Bundeswahlausschuss nicht als Partei anerkannt. Die SGP wurde vom Landeswahlausschuss zurückgewiesen, da nicht die erforderlichen fünfhundert Unterschriften zur Unterstützung vorgelegt wurden. Somit bewarben sich 23 Parteien mit ihren Landeslisten in Hessen. Auf den Landeslisten kandidierten insgesamt 447 Bewerber, davon etwas mehr als ein Drittel (156) Frauen.
Zur Bundestagswahl 2021 traten nachfolgende Kandidaten an. Das Direktmandat gewann Omid Nouripour von den Grünen.
| Gegenstand der Nachweisung | Gegenstand der Nachweisung | Erst- stimmen | Erst- stimmen | Zweit- stimmen | Zweit- stimmen |
| Bewerber                   | Partei                     | Anzahl        | %             | Anzahl         | %              |
| -------------------------- | -------------------------- | ------------- | ------------- | -------------- | -------------- |
| Wahlberechtigte            | Wahlberechtigte            | 227.207       | 100,0         | 227.207        | 100,0          |
| Wähler                     | Wähler                     | 175.004       | 77,0          | 175.004        | 77,0           |
| Ungültige Stimmen          | Ungültige Stimmen          | 1.752         | 1,0           | 1.353          | 0,8            |
| Gültige Stimmen            | Gültige Stimmen            | 173.252       | 99,0          | 173.651        | 99,2           |
| davon                      |                            |               |               |                |                |
| Bettina Wiesmann           | CDU                        | 38.995        | 22,5          | 31.660         | 18,2           |
| Kaweh Mansoori             | SPD                        | 40.431        | 23,3          | 38.777         | 22,3           |
| Joana Cotar                | AfD                        | 7.990         | 4,6           | 8.188          | 4,7            |
| Thorsten Lieb              | FDP                        | 19.766        | 11,4          | 25.530         | 14,7           |
| Omid Nouripour             | GRÜNE                      | 50.230        | 29,0          | 44.370         | 25,6           |
| Achim Kessler              | LINKE                      | 10.629        | 6,1           | 11.901         | 6,9            |
| –                          | Tierschutzpartei           | –             | –             | 1.754          | 1,0            |
| –                          | Die PARTEI                 | –             | –             | 1.565          | 0,9            |
| Dieter Breidt              | FREIE WÄHLER               | 2.478         | 1,4           | 1.512          | 0,9            |
| –                          | PIRATEN                    | –             | –             | 686            | 0,4            |
| –                          | NPD                        | –             | –             | 76             | 0,0            |
| –                          | ÖDP                        | –             | –             | 128            | 0,1            |
| –                          | V-Partei³                  | –             | –             | 201            | 0,1            |
| Tufan Aydin                | MLPD                       | 186           | 0,1           | 48             | 0,0            |
| –                          | DKP                        | –             | –             | 87             | 0,1            |
| Konstantinos Marketakis    | dieBasis                   | 2.547         | 1,5           | 1.923          | 1,1            |
| –                          | Bündnis C                  | –             | –             | 134            | 0,1            |
| –                          | diePinken/BÜNDNIS21        | –             | –             | 36             | 0,0            |
| –                          | LKR                        | –             | –             | 56             | 0,0            |
| –                          | Die Humanisten             | –             | –             | 190            | 0,1            |
| –                          | Gesundheitsforschung       | –             | –             | 190            | 0,1            |
| –                          | Team Todenhöfer            | –             | –             | 1.965          | 1,1            |
| –                          | Volt                       | –             | –             | 2.674          | 1,5            |

### Bundestagswahl 2017
Die Bundestagswahl 2017 fand am Sonntag, den 24. September 2017, statt. In Hessen hatten sich 20 Parteien mit ihrer Landesliste beworben. Die Allianz Deutscher Demokraten zog ihre Bewerbung zurück. Die Violetten wurde vom Landeswahlausschuss zurückgewiesen, da nicht die erforderlichen zweitausend Unterschriften zur Unterstützung vorgelegt wurden. Somit standen 18 Parteien mit ihren Landeslisten in Hessen zur Wahl. Auf den Landeslisten kandidierten insgesamt 353 Bewerber, davon nicht ganz ein Drittel (114) Frauen.
| Gegenstand der Nachweisung   | Gegenstand der Nachweisung | Erst- stimmen | Erst- stimmen | Zweit- stimmen | Zweit- stimmen |
| Bewerber                     | Partei                     | Anzahl        | %             | Anzahl         | %              |
| ---------------------------- | -------------------------- | ------------- | ------------- | -------------- | -------------- |
| Wahlberechtigte              | Wahlberechtigte            | 223.942       | 100           | 223.942        | 100            |
| Wähler                       | Wähler                     | 172.391       | 77            | 172.391        | 77             |
| Ungültige Stimmen            | Ungültige Stimmen          | 1.824         | 1,1           | 1.616          | 0,9            |
| Gültige Stimmen              | Gültige Stimmen            | 170.567       | 98,9          | 170.775        | 99,1           |
| davon                        |                            |               |               |                |                |
| Bettina Wiesmann             | CDU                        | 55.223        | 32,4          | 45.741         | 26,8           |
| Ulli Nissen                  | SPD                        | 44.240        | 25,9          | 33.520         | 19,6           |
| Omid Nouripour               | GRÜNE                      | 23.021        | 13,5          | 26.520         | 15,5           |
| Monika Brigitte Cristann     | DIE LINKE                  | 15.523        | 9,1           | 20.054         | 11,7           |
| Steffen Reichmann            | AfD                        | 13.032        | 7,6           | 13.737         | 8              |
| Katharina Schreiner          | FDP                        | 13.877        | 8,1           | 24.336         | 14,3           |
| Sebastian Alscher            | PIRATEN                    | 1.228         | 0,7           | 765            | 0,4            |
|                              | NPD                        | -             | -             | 265            | 0,2            |
| Karlheinz Grabmann           | FREIE WÄHLER               | 1.026         | 0,6           | 736            | 0,4            |
| Leo Fischer                  | DIE PARTEI                 | 3.221         | 1,9           | 2.065          | 1,2            |
|                              | Büso                       | -             | -             | 30             | 0              |
| Bernadette Leidinger-Beierle | MLPD                       | 176           | 0,1           | 113            | 0,1            |
|                              | BGE                        | -             | -             | 435            | 0,3            |
|                              | DKP                        | -             | -             | 91             | 0,1            |
|                              | DM                         | -             | -             | 250            | 0,1            |
|                              | ÖDP                        | -             | -             | 295            | 0,2            |
|                              | Tierschutzpartei           | -             | -             | 1.577          | 0,9            |
|                              | V-Partei³                  | -             | -             | 364            | 0,2            |

### Bundestagswahl 2013
| Gegenstand der Nachweisung | Gegenstand der Nachweisung | Erst- stimmen | Erst- stimmen | Zweit- stimmen | Zweit- stimmen |
| Bewerber                   | Partei                     | Anzahl        | %             | Anzahl         | %              |
| -------------------------- | -------------------------- | ------------- | ------------- | -------------- | -------------- |
| Wahlberechtigte            | Wahlberechtigte            | 219.357       | 100,0         | 219.357        | 100,0          |
| Wähler                     | Wähler                     | 159.914       | 72,9          | 159.914        | 72,9           |
| Ungültige Stimmen          | Ungültige Stimmen          | 2.937         | 1,8           | 2.901          | 1,8            |
| Gültige Stimmen            | Gültige Stimmen            | 156.977       | 100,0         | 157.013        | 100,0          |
| davon                      |                            |               |               |                |                |
| Erika Steinbach            | CDU                        | 57.004        | 36,3          | 53.198         | 33,9           |
| Ulrike Nissen              | SPD                        | 47.854        | 30,5          | 41.360         | 26,3           |
| Christoph Schnurr          | FDP                        | 5.434         | 3,5           | 10.979         | 7,0            |
| Omid Nouripour             | GRÜNE                      | 21.184        | 13,5          | 24.165         | 15,4           |
| Wolfgang Gehrcke-Reymann   | DIE LINKE                  | 9.547         | 6,1           | 12.778         | 8,1            |
| Christian Bethke           | PIRATEN                    | 2.858         | 1,8           | 3.426          | 2,2            |
| Günter Reinhard Ulrich     | NPD                        | 1.015         | 0,6           | 930            | 0,6            |
|                            | REP                        | –             | –             | 235            | 0,1            |
| Klaus Fimmen               | BüSo                       | 101           | 0,1           | 87             | 0,1            |
|                            | MLPD                       | –             | –             | 54             | 0,0            |
| Erich Heinrich Heidkamp    | AfD                        | 5.155         | 3,3           | 7.669          | 4,9            |
|                            | pro Deutschland            | –             | –             | 125            | 0,1            |
| Kai-Sören Kehrmann         | FREIE WÄHLER               | 988           | 0,6           | 932            | 0,6            |
| Leo Fischer                | Die PARTEI                 | 1.155         | 0,7           | 1.006          | 0,6            |
|                            | PSG                        | –             | –             | 69             | 0,0            |
| Michael Paris              | Einzelbewerber             | 4.682         | 3,0           | –              | –              |

### Bundestagswahl 2009
| Gegenstand der Nachweisung | Gegenstand der Nachweisung | Erst- stimmen | Erst- stimmen | Zweit- stimmen | Zweit- stimmen |
| Bewerber                   | Partei                     | Anzahl        | %             | Anzahl         | %              |
| -------------------------- | -------------------------- | ------------- | ------------- | -------------- | -------------- |
| Wahlberechtigte            | Wahlberechtigte            | 212.140       | 100,0         | 212.140        | 100,0          |
| Wähler                     | Wähler                     | 156.548       | 73,8          | 156.548        | 73,8           |
| Ungültige Stimmen          | Ungültige Stimmen          | 2.671         | 1,7           | 2.150          | 1,4            |
| Gültige Stimmen            | Gültige Stimmen            | 153.877       | 100,0         | 154.398        | 100,0          |
| davon                      |                            |               |               |                |                |
| Ulrike Nissen              | SPD                        | 45.074        | 29,3          | 33.243         | 21,5           |
| Erika Steinbach            | CDU                        | 55.027        | 35,8          | 43.089         | 27,9           |
| Christoph Schnurr          | FDP                        | 14.336        | 9,3           | 27.031         | 17,5           |
| Omid Nouripour             | GRÜNE                      | 23.403        | 15,2          | 28.225         | 18,3           |
| Wolfgang Gehrcke           | DIE LINKE                  | 11.998        | 7,8           | 15.397         | 10,0           |
| Jörg Krebs                 | NPD                        | 1.546         | 1,0           | 1.183          | 0,8            |
|                            | REP                        | –             | –             | 651            | 0,4            |
| Friederike Prüll           | Die Tierschutzpartei       | 2.077         | 1,3           | 1.503          | 1,0            |
| Klaus Fimmen               | BüSo                       | 416           | 0,3           | 190            | 0,1            |
|                            | MLPD                       | –             | –             | 62             | 0,0            |
|                            | DVU                        | –             | –             | 102            | 0,1            |
|                            | PIRATEN                    | –             | –             | 3.722          | 2,4            |

Christoph Schnurr (FDP), Omid Nouripour (Grüne) und Wolfgang Gehrcke (Die Linke) sind über die jeweiligen Landeslisten in den Bundestag eingezogen.

### Bundestagswahl 2005
| Gegenstand der Nachweisung | Gegenstand der Nachweisung | Erst- stimmen | Erst- stimmen | Zweit- stimmen | Zweit- stimmen |
| Bewerber                   | Partei                     | Anzahl        | %             | Anzahl         | %              |
| -------------------------- | -------------------------- | ------------- | ------------- | -------------- | -------------- |
| Wahlberechtigte            | Wahlberechtigte            | 203.726       | 100,0         | 203.726        | 100,0          |
| Wähler                     | Wähler                     | 157.455       | 77,3          | 157.455        | 77,3           |
| Ungültige Stimmen          | Ungültige Stimmen          | 3.192         | 2,0           | 2.607          | 1,7            |
| Gültige Stimmen            | Gültige Stimmen            | 154.263       | 100,0         | 154.848        | 100,0          |
| davon                      |                            |               |               |                |                |
| Ulrike Nissen              | SPD                        | 52.063        | 33,7          | 46.265         | 29,9           |
| Erika Steinbach            | CDU                        | 57.539        | 37,3          | 45.133         | 29,1           |
| Joschka Fischer            | GRÜNE                      | 28.925        | 18,8          | 27.117         | 17,5           |
| Christoph Schnurr          | FDP                        | 6.591         | 4,3           | 21.432         | 13,8           |
| Wolfgang Gehrcke           | Die Linke.                 | 7.188         | 4,7           | 10.029         | 6,5            |
|                            | REP                        | –             | –             | 913            | 0,6            |
|                            | Die Tierschutzpartei       | –             | –             | 1.287          | 0,8            |
| Jörg Krebs                 | NPD                        | 1.957         | 1,3           | 1.395          | 0,9            |
|                            | GRAUE                      | –             | –             | 979            | 0,6            |
|                            | BüSo                       | –             | –             | 111            | 0,1            |
|                            | MLPD                       | –             | –             | 82             | 0,1            |
|                            | PSG                        | –             | –             | 105            | 0,1            |

### Bundestagswahl 2002
| Gegenstand der Nachweisung | Gegenstand der Nachweisung | Erst- stimmen | Erst- stimmen | Zweit- stimmen | Zweit- stimmen |
| Bewerber                   | Partei                     | Anzahl        | %             | Anzahl         | %              |
| -------------------------- | -------------------------- | ------------- | ------------- | -------------- | -------------- |
| Wahlberechtigte            | Wahlberechtigte            | 200.796       | 100,0         | 200.796        | 100,0          |
| Wähler                     | Wähler                     | 157.015       | 78,2          | 157.015        | 78,2           |
| Ungültige Stimmen          | Ungültige Stimmen          | 2.610         | 1,7           | 2.526          | 1,6            |
| Gültige Stimmen            | Gültige Stimmen            | 154.405       | 100,0         | 154.489        | 100,0          |
| davon                      |                            |               |               |                |                |
| Rita Streb-Hesse           | SPD                        | 55.040        | 35,6          | 52.438         | 33,9           |
| Erika Steinbach            | CDU                        | 54.632        | 35,4          | 50.564         | 32,7           |
| Joschka Fischer            | GRÜNE                      | 31.567        | 20,4          | 29.910         | 19,4           |
| Christoph Schnurr          | FDP                        | 6.697         | 4,3           | 13.377         | 8,7            |
|                            | REP                        | –             | –             | 912            | 0,6            |
| Luc Jochimsen              | PDS                        | 3.081         | 2,0           | 3.698          | 2,4            |
| Silke Winterscheidt        | Die Tierschutzpartei       | 1.521         | 1,0           | 1.090          | 0,7            |
|                            | NPD                        | –             | –             | 413            | 0,3            |
|                            | GRAUE                      | –             | –             | 356            | 0,2            |
|                            | PBC                        | –             | –             | 185            | 0,1            |
|                            | CM                         | –             | –             | 64             | 0,0            |
|                            | ödp                        | –             | –             | 108            | 0,1            |
| Hans Peter Müller          | BüSo                       | 120           | 0,1           | 79             | 0,1            |
| Eicke Cornelius            | Schill                     | 1.747         | 1,1           | 1.295          | 0,8            |

### Bundestagswahl 1998
| Gegenstand der Nachweisung | Gegenstand der Nachweisung | Erst- stimmen | Erst- stimmen | Zweit- stimmen | Zweit- stimmen |
| Bewerber                   | Partei                     | Anzahl        | %             | Anzahl         | %              |
| -------------------------- | -------------------------- | ------------- | ------------- | -------------- | -------------- |
| Wahlberechtigte            | Wahlberechtigte            | 142.613       | 100,0         | 142.613        | 100,0          |
| Wähler                     | Wähler                     | 115.519       | 81,0          | 115.519        | 81,0           |
| Ungültige Stimmen          | Ungültige Stimmen          | 1.620         | 1,4           | 1.324          | 1,1            |
| Gültige Stimmen            | Gültige Stimmen            | 113.899       | 100,0         | 114.195        | 100,0          |
| davon                      |                            |               |               |                |                |
| Nikolaus Burggraf          | CDU                        | 45.703        | 40,1          | 37.570         | 32,9           |
| Gudrun Schaich-Walch       | SPD                        | 47.522        | 41,7          | 38.091         | 33,4           |
| Marlene Riedel             | GRÜNE                      | 9.537         | 8,4           | 17.654         | 15,5           |
| Hans-Joachim Otto          | FDP                        | 4.243         | 3,7           | 11.681         | 10,2           |
| Silke Telgen               | PDS                        | 1.973         | 1,7           | 3.007          | 2,6            |
|                            | APPD                       | –             | –             | 124            | 0,1            |
| Michael Weißbach           | BüSo                       | 180           | 0,2           | 61             | 0,1            |
|                            | BFB – Die Offensive        | –             | –             | 424            | 0,4            |
|                            | Chance 2000                | –             | –             | 102            | 0,1            |
|                            | CM                         | –             | –             | 41             | 0,0            |
|                            | DVU                        | –             | –             | 1.045          | 0,9            |
| Jolanta Wieczorek          | GRAUE                      | 717           | 0,6           | 478            | 0,4            |
| Christoph Schlicher        | REP                        | 3.059         | 2,7           | 2.247          | 2,0            |
| Monika Christann           | DIE FRAUEN                 | 239           | 0,2           | 137            | 0,1            |
|                            | Pro DM                     | –             | –             | 599            | 0,5            |
|                            | Die Tierschutzpartei       | –             | –             | 415            | 0,4            |
|                            | NPD                        | –             | –             | 160            | 0,1            |
| Robert Kober               | NATURGESETZ                | 313           | 0,3           | 164            | 0,1            |
|                            | ödp                        | –             | –             | 70             | 0,1            |
|                            | PBC                        | –             | –             | 105            | 0,1            |
|                            | PSG                        | –             | –             | 20             | 0,0            |
| Robert Steigerwald         | DKP                        | 136           | 0,1           | –              | –              |
| Gregor Knüppel             | Einzelbewerber             | 277           | 0,2           | –              | –              |

### Bundestagswahl 1994
| Gegenstand der Nachweisung | Gegenstand der Nachweisung | Erst- stimmen | Erst- stimmen | Zweit- stimmen | Zweit- stimmen |
| Bewerber                   | Partei                     | Anzahl        | %             | Anzahl         | %              |
| -------------------------- | -------------------------- | ------------- | ------------- | -------------- | -------------- |
| Wahlberechtigte            | Wahlberechtigte            | 145.378       | 100,0         | 145.378        | 100,0          |
| Wähler                     | Wähler                     | 116.880       | 80,4          | 116.880        | 80,4           |
| Ungültige Stimmen          | Ungültige Stimmen          | 1.413         | 1,2           | 1.323          | 1,1            |
| Gültige Stimmen            | Gültige Stimmen            | 115.467       | 100,0         | 115.557        | 100,0          |
| davon                      |                            |               |               |                |                |
| Joachim Gres               | CDU                        | 52.349        | 45,3          | 45.665         | 39,5           |
| Gudrun Schaich-Walch       | SPD                        | 38.748        | 33,6          | 32.330         | 28,0           |
| Hans-Joachim Otto          | FDP                        | 4.587         | 4,0           | 11.821         | 10,2           |
| Martina Schmiedhofer       | GRÜNE                      | 13.255        | 11,5          | 18.192         | 15,7           |
| Georg Weinreich            | REP                        | 2.913         | 2,5           | 2.939          | 2,5            |
| Harald Grünberg            | PDS                        | 1.723         | 1,5           | 2.649          | 2,3            |
|                            | Solidarität                | –             | –             | 37             | 0,0            |
| Günter Zirbel              | DIE GRAUEN                 | 1.287         | 1,1           | 1.093          | 0,9            |
| Robert-Erich Kober         | NATURGESETZ                | 484           | 0,4           | 409            | 0,4            |
|                            | MLPD                       | –             | –             | 38             | 0,0            |
|                            | ÖDP                        | –             | –             | 225            | 0,2            |
|                            | PBC                        | –             | –             | 159            | 0,1            |
| Sylvia Großmann            | Einzelbewerber             | 53            | 0,0           | –              | –              |
| Karl-Maria Schulte         | Einzelbewerber             | 68            | 0,1           | –              | –              |

### Bundestagswahl 1990
| Gegenstand der Nachweisung | Gegenstand der Nachweisung | Erst- stimmen | Erst- stimmen | Zweit- stimmen | Zweit- stimmen |
| Bewerber                   | Partei                     | Anzahl        | %             | Anzahl         | %              |
| -------------------------- | -------------------------- | ------------- | ------------- | -------------- | -------------- |
| Wahlberechtigte            | Wahlberechtigte            | 154.841       | 100,0         | 154.841        | 100,0          |
| Wähler                     | Wähler                     | 119.676       | 77,3          | 119.676        | 77,3           |
| Ungültige Stimmen          | Ungültige Stimmen          | 1.497         | 1,3           | 1.408          | 1,2            |
| Gültige Stimmen            | Gültige Stimmen            | 118.179       | 100,0         | 118.268        | 100,0          |
| davon                      |                            |               |               |                |                |
| Joachim Gres               | CDU                        | 51.331        | 43,4          | 48.075         | 40,6           |
| Gudrun Schaich-Walch       | SPD                        | 41.539        | 35,1          | 38.213         | 32,3           |
| Milan Horacek              | GRÜNE                      | 9.761         | 8,3           | 10.533         | 8,9            |
| Hans-Joachim Otto          | FDP                        | 9.244         | 7,8           | 14.527         | 12,3           |
| Elisabeth Queißer          | DIE GRAUEN                 | 2.054         | 1,7           | 1.695          | 1,4            |
| Gert Feldmeier             | REP                        | 3.054         | 2,6           | 2.946          | 2,5            |
| Christine Ringmayer        | NPD                        | 746           | 0,6           | 711            | 0,6            |
| Volker Laux                | ÖDP                        | 420           | 0,4           | 338            | 0,3            |
|                            | PDS                        | –             | –             | 1.230          | 1,0            |
| Volker Haßmann             | Patrioten                  | 30            | 0,0           | –              | –              |

### Bundestagswahl 1987
| Gegenstand der Nachweisung | Gegenstand der Nachweisung | Erst- stimmen | Erst- stimmen | Zweit- stimmen | Zweit- stimmen |
| Bewerber                   | Partei                     | Anzahl        | %             | Anzahl         | %              |
| -------------------------- | -------------------------- | ------------- | ------------- | -------------- | -------------- |
| Wahlberechtigte            | Wahlberechtigte            | 156.335       | 100,0         | 156.335        | 100,0          |
| Wähler                     | Wähler                     | 126.293       | 80,8          | 126.293        | 80,8           |
| Ungültige Stimmen          | Ungültige Stimmen          | 1.846         | 1,5           | 1.337          | 1,1            |
| Gültige Stimmen            | Gültige Stimmen            | 124.447       | 100,0         | 124.956        | 100,0          |
| davon                      |                            |               |               |                |                |
| Karl Becker                | CDU                        | 56.720        | 45,6          | 51.273         | 41,0           |
| Fred Zander                | SPD                        | 44.607        | 35,8          | 40.086         | 32,1           |
| Hans-Joachim Otto          | FDP                        | 6.926         | 5,6           | 13.119         | 10,5           |
| Brigitte Sellach           | GRÜNE                      | 14.163        | 11,4          | 18.565         | 14,9           |
|                            | FRAUEN                     | –             | –             | 372            | 0,3            |
|                            | MLPD                       | –             | –             | 52             | 0,0            |
|                            | NPD                        | –             | –             | 1.077          | 0,9            |
| Helmut Kirchner            | ÖDP                        | 386           | 0,3           | 289            | 0,2            |
| Bernd Schulz               | Patrioten                  | 286           | 0,2           | 123            | 0,1            |
| Johann Frankerl            | FRIEDEN                    | 1.359         | 1,1           | –              | –              |

### Bundestagswahl 1983
Ergebnis der Bundestagswahl vom
6. März 1983
| Gegenstand der Nachweisung | Gegenstand der Nachweisung | Erst- stimmen | Erst- stimmen | Zweit- stimmen | Zweit- stimmen |
| Bewerber                   | Partei                     | Anzahl        | %             | Anzahl         | %              |
| -------------------------- | -------------------------- | ------------- | ------------- | -------------- | -------------- |
| Wahlberechtigte            | Wahlberechtigte            | 157390        |               | 157390         |                |
| Wähler                     | Wähler                     | 136473        |               | 136473         |                |
| Ungültige Stimmen          | Ungültige Stimmen          | 1343          |               | 1059           |                |
| Gültige Stimmen            | Gültige Stimmen            | 135130        |               | 135414         |                |
| davon                      |                            |               |               |                |                |
|                            | CDU                        |               |               |                |                |
|                            | SPD                        | 56317         | 41,6 %        |                |                |
|                            | FDP                        |               |               |                |                |
|                            | GRÜNE                      |               |               |                |                |
|                            | FRAUEN                     |               |               |                |                |
|                            | MLPD                       |               |               |                |                |
|                            | NPD                        |               |               |                |                |
|                            | ÖDP                        |               |               |                |                |
|                            | Patrioten                  |               |               |                |                |
|                            | FRIEDEN                    |               |               |                |                |

### Bundestagswahl 1980
| Gegenstand der Nachweisung | Gegenstand der Nachweisung | Erst- stimmen | Erst- stimmen | Zweit- stimmen | Zweit- stimmen |
| Bewerber                   | Partei                     | Anzahl        | %             | Anzahl         | %              |
| -------------------------- | -------------------------- | ------------- | ------------- | -------------- | -------------- |
| Wahlberechtigte            | Wahlberechtigte            | 160.635       | 100,0         | 160.635        | 100,0          |
| Wähler                     | Wähler                     | 138.113       | 86,0          | 138.113        | 86,0           |
| Ungültige Stimmen          | Ungültige Stimmen          | 1.537         | 1,1           | 1.163          | 0,8            |
| Gültige Stimmen            | Gültige Stimmen            | 136.576       | 100,0         | 136.950        | 100,0          |
| davon                      |                            |               |               |                |                |
| Fred Zander                | SPD                        | 60.686        | 44,4          | 58.491         | 42,7           |
| Karl Becker                | CDU                        | 57.957        | 42,4          | 55.721         | 40,7           |
| Andreas von Schoeler       | FDP                        | 12.852        | 9,4           | 18.092         | 13,2           |
| Otto Wagner                | DKP                        | 687           | 0,5           | 554            | 0,4            |
| Milan Horáček              | GRÜNE                      | 4.091         | 3,0           | 3.451          | 2,5            |
| Josef Stalleicher          | EAP                        | 62            | 0,0           | 58             | 0,0            |
| Anette Mönich              | KBW                        | 173           | 0,1           | 130            | 0,1            |
|                            | NPD                        | –             | –             | 409            | 0,3            |
| Ernst Schwarz              | V                          | 68            | 0,0           | 44             | 0,0            |

### Bundestagswahl 1976
| Gegenstand der Nachweisung | Gegenstand der Nachweisung | Erst- stimmen | Erst- stimmen | Zweit- stimmen | Zweit- stimmen |
| Bewerber                   | Partei                     | Anzahl        | %             | Anzahl         | %              |
| -------------------------- | -------------------------- | ------------- | ------------- | -------------- | -------------- |
| Wahlberechtigte            | Wahlberechtigte            | 170.451       | 100,0         | 170.451        | 100,0          |
| Wähler                     | Wähler                     | 150.889       | 88,5          | 150.889        | 88,5           |
| Ungültige Stimmen          | Ungültige Stimmen          | 1.186         | 0,8           | 1.074          | 0,7            |
| Gültige Stimmen            | Gültige Stimmen            | 149.703       | 100,0         | 149.815        | 100,0          |
| davon                      |                            |               |               |                |                |
| Fred Zander                | SPD                        | 65.150        | 43,5          | 63.444         | 42,3           |
| Karl Becker                | CDU                        | 67.838        | 45,3          | 66.835         | 44,6           |
| Andreas von Schoeler       | FDP                        | 13.987        | 9,3           | 17.177         | 11,5           |
|                            | AUD                        | –             | –             | 68             | 0,0            |
|                            | AVP                        | –             | –             | 22             | 0,0            |
| Wilhelm Malkomes           | DKP                        | 1.404         | 0,9           | 1.104          | 0,7            |
| Ralf Schauerhammer         | EAP                        | 85            | 0,1           | 53             | 0,0            |
|                            | KPD                        | –             | –             | 134            | 0,1            |
| Elke Schneider             | KBW                        | 553           | 0,4           | 354            | 0,2            |
| Kurt Bauer                 | NPD                        | 686           | 0,5           | 624            | 0,4            |

### Bundestagswahl 1949
|                       | Partei            | Anzahl  | %     |
| --------------------- | ----------------- | ------- | ----- |
| Wahlberechtigte       | Wahlberechtigte   | 134.288 | 100,0 |
| Wähler                | Wähler            | 85.547  | 63,7  |
| Ungültige Stimmen     | Ungültige Stimmen | 3.490   | 4,1   |
| Gültige Stimmen       | Gültige Stimmen   | 82.057  | 100,0 |
| davon                 |                   |         |       |
| Willi Birkelbach      | SPD               | 32.253  | 39,3  |
| Nikolaus Fleckenstein | CDU               | 16.393  | 20,0  |
| Günther Grosser       | FDP               | 20.543  | 25,0  |
| Eva Steinschneider    | KPD               | 6.851   | 8,3   |
| Karl Schipper         | Unabhängiger      | 6.017   | 7,3   |